# Comuna Kozîrka, Oceac
Kozîrka (în ucraineană Козирка) este o comună în raionul Oceac, regiunea Mîkolaiiv, Ucraina, formată din satele Kozîrka (reședința) și Mîhailivka.

## Demografie
Componența lingvistică a comunei Kozîrka
     Ucraineană (80,14%)
     Rusă (17,74%)
     Română (1,24%)
     Alte limbi (0,44%)
Conform recensământului din 2001, majoritatea populației comunei Kozîrka era vorbitoare de ucraineană (80,14%), existând în minoritate și vorbitori de rusă (17,74%) și română (1,24%).